# Dunaliella maritima
Espèce
Dunaliella maritima est une espèce de micro-algues marines du genre Dunaliella et de la famille des Dunaliellaceae, qui vit dans les eaux côtières européennes et qui constitue en partie le phytoplancton benthique.